# 中込遊里
中込 遊里（なかごめ ゆうり、1985年 - ）は、日本の演出家。劇団「鮭スペアレ」主宰、たちかわシェイクスピアプロジェクト代表。東京都立川市在住。

## 略歴・人物
1985年、東京都日野市生まれ。東京都立八王子東高等学校出身。高校時代は演劇部に所属し、日本大学芸術学部演劇学科演出コースに進む。
2006年、大学在学中に劇団「鮭スペアレ」を旗揚げ。卒業制作公演「夏の夜の夢」（作・シェイクスピア）では歴代最高の動員数を記録し、学科最優秀賞「只野希典賞」を個人受賞する。在学中より、俳優・和田周主宰・演劇組織「夜の樹」にて俳優修業し、2014年・2015年「利賀演劇人コンクール」奨励賞受賞。2016年より立川市を拠点に、多摩地域の中高生と演劇創作する「たちかわシェイクスピアプロジェクト」を開始。一児の母。
モットーは「その場に集う人々の力をどこまでも信じることから作品を編み出すこと」。